# Rufoclanis erlangeri
Rufoclanis erlangeri là một loài bướm đêm thuộc họ Sphingidae. Loài này có ở Somalia, Ethiopia và Kenya.
Nó giống như Rufoclanis numosae, nhưng nhỏ hơn và xám hơn.